# From Chaos
From Chaos è il sesto album in studio del gruppo musicale alternative rock statunitense 311, pubblicato nel 2001.

## Tracce
1. You Get Worked (Hexum/Sexton/Martinez) - 2:51
2. Sick Tight (Hexum/Martinez) - 2:44
3. You Wouldn't Believe(Hexum/Martinez) - 3:40
4. Full Ride (Sexton/Hexum/Martinez) - 3:07
5. From Chaos (Hexum/Martinez) - 3:15
6. I Told Myself (Sexton/Hexum/Martinez) - 4:10
7. Champagne (Hexum/Mahoney/Martinez) - 3:04
8. Hostile Apostle (Hexum/Martinez) - 3:44
9. Wake Your Mind Up (Sexton/Wills/Hexum/Will Adams/Tre Hardson) - 3:12
10. Amber (Hexum) - 3:29
11. Uncalm (Hexum/Mahoney/Martinez) - 3:11
12. I'll Be Here Awhile (Hexum/Martinez) - 3:28

## Formazione
- Nick Hexum - voce, chitarra
- SA Martinez - voce, scratches
- Chad Sexton - batteria
- Tim Mahoney - chitarra
- Aaron "P-Nut" Wills - basso, violino, percussioni

## Classifiche
| Classifica (2001) | Posizione raggiunta |
| ----------------- | ------------------- |
| Stati Uniti       | 10                  |